# キャピラノ吊り橋
キャピラノ吊り橋（英語: Capilano Suspension Bridge）は、カナダ、ブリティッシュコロンビア州、ノースバンクーバー地区のキャピラノ川に架かる吊橋である。現在の橋は長さ140m、川からの高さは70mで、約120トンの重量に耐えられる設計が施されている。入場料が課された私有施設の一部であり、1日平均約2200人、年間80万人を超える観光客が訪れる。

## キャラピノ吊り橋の歴史

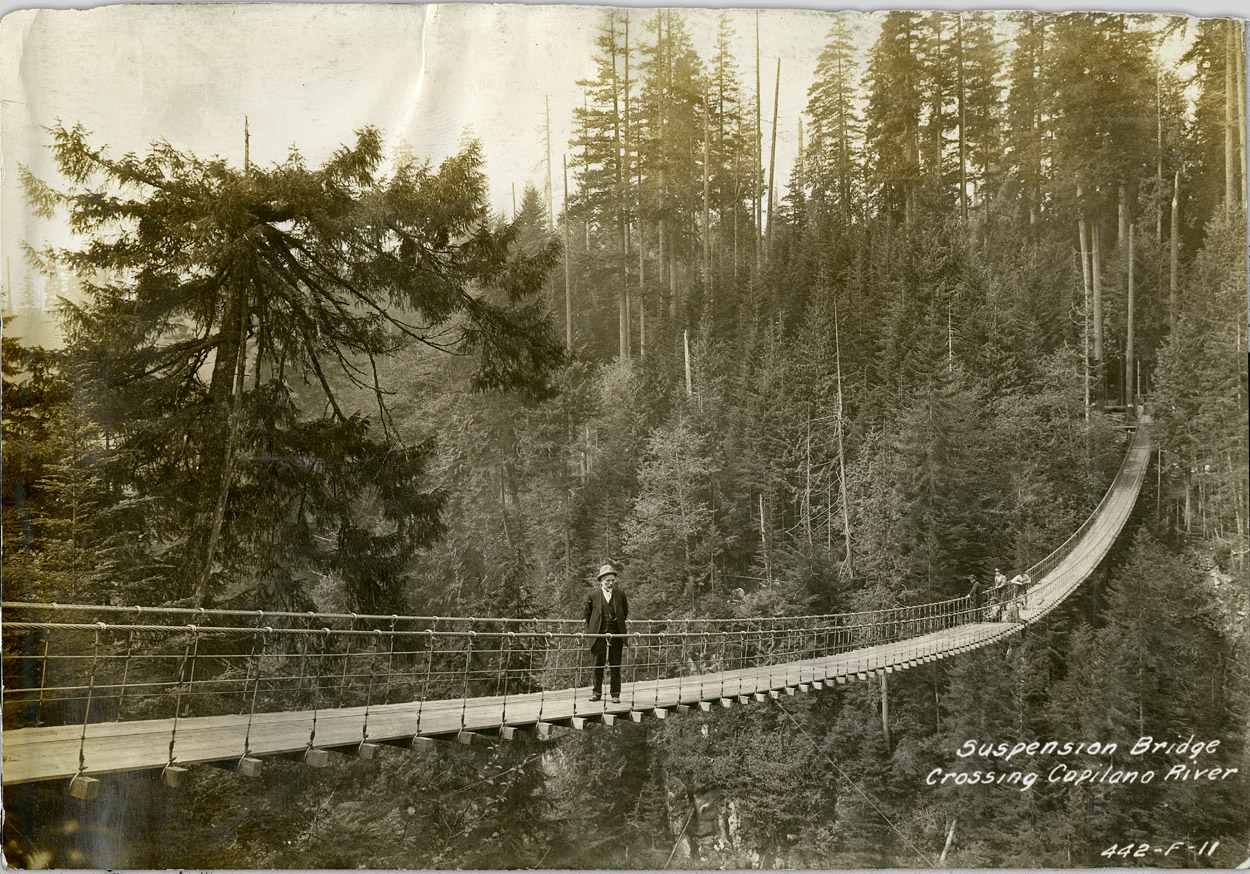
1919年に撮影されたキャピラノ吊り橋。

橋は1889年に、スコットランド人エンジニアでバンクーバーの公園局長であった、ジョージ・グラント・マッカイによって最初に建設された。当時は麻のロープで作られた橋にシーダー板のデッキが付けられているというもので、1903年にワイヤケーブルに取り替えられた。1910年、エドワード・マホーンがキャピラノ吊り橋を購入した。さらに1935年にはマクイクランの手に渡り、公園内にトーテムポールを置くため、地元の先住民を招いた。1945年、彼は橋をヘンリー・オブノーに売却した。
橋は、1956年に完全に掛け替えられた。
1983年には、公園は現在のオーナーであるナンシー・スティバードに売却され、年間観光客数は増えている。2004年5月には、ツリートップ・アドベンチャーがオープンした。この新しいアトラクションは、谷の西岸にある古いダグラスモミとの間に架けられた7つの吊橋で構成されており、森の中に地上30mの遊歩道を形作っている。

## 他の公園内施設

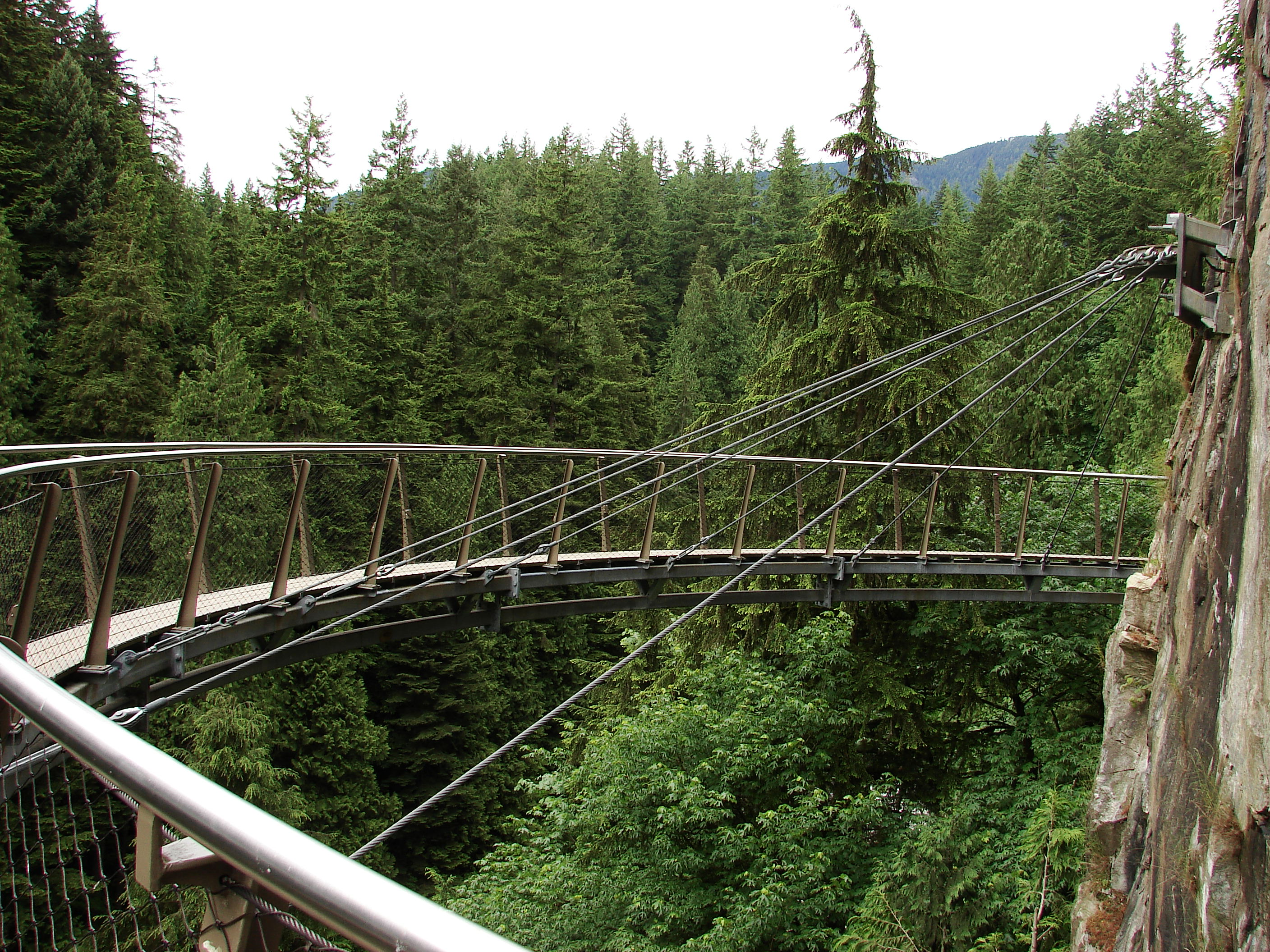
クリフ・ウォーク

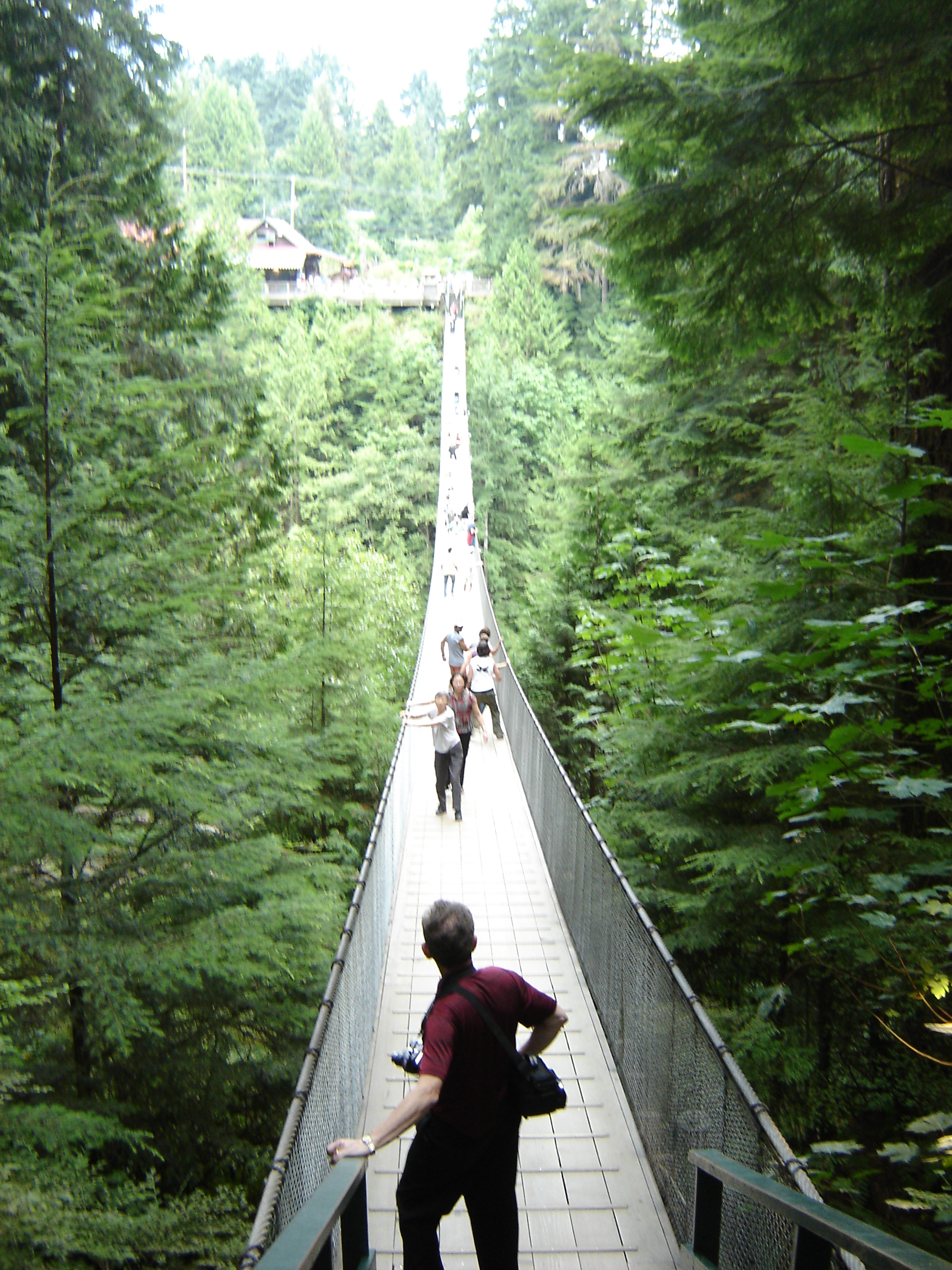
キャピラノ吊り橋

つり橋（Suspension Brige）の他にも、北アメリカ初上陸となったツリートップ・アドベンチャー、レインフォレスト・ツアー、受賞歴のある庭園、自然遊歩道、北米最大の私有コレクションを誇る先住民のトーテムポール、昔をイメージした建物や衣装、公園の歴史に関する展示とその周辺の温帯雨林がある。また、伝統的な衣装やマスクで踊りや語りを披露する先住民のパフォーマンスも見ることができる。
- レインフォレスト・ツアーズ（Rainforest Tour）

メインであるつり橋を渡り切った左手に位置するエリア。高さ約80m、樹齢200年を超える大樹ダグラスファーの森林を歩いて自然や動物について学びながら、BC州特有の寒帯雨林を楽しむトレイル。
- ツリートップ・アドベンチャー（Treetops Adbenture）

木々の間に架けられた木製の橋を伝って歩くトレイル。橋は地上から30mほどの高さで、森林内の空中散歩が楽しめる。橋と橋を繋ぐ支柱の土台は、本体の幹を傷つけないよう特殊な設計で固定されている。
- クリフウォーク（Cliffwalk）

パーク内のカフェ＆ギフトショップ前にあるトレイル。崖に沿って両側がワイヤーで設計された歩道が設備されている。つり橋のような揺れはないが、道幅が狭く、崖独特のスリリングな体験ができる。
2011年には、クリフウォークという新しいアトラクションが公園内に追加された。これらのアトラクション代はすべて入場料に含まれている。
大人$43、シニア$39で、学割や児童料金もある。
パークは年中無休だが、季節によって営業時間が若干異なる。
冬季はキャニオン・ライトというイルミネーションを展開しており、森林の彼方此方をライトアップで彩る。雪が積もれば、より幻想的な渓谷を楽しむことができる。※11月下旬～1月下旬頃まで

## 事故
1999年、女性が18ヶ月の障害のある子供を橋から落とした。彼女は誤ってよろめき、抱いていた子供を滑らせたと主張した。この子供は重大な怪我は負わなかった。女性は事故の責任により、子供の親権を失った。また、女性は橋の所有者に対し過失を訴えた。この件は示談により解決している。
2006年、樹齢300年になる46トンのダグラスモミの木が、激しい吹雪によって倒れた。木は橋の西端に落ち、橋は改修工事のため、一時的に閉鎖された。
2010年6月6日、カリフォルニアからクラス旅行で吊橋にやってきた10代の観光客が手すりに登り、フェンスから30m以上下へ転落した。レスキュー隊員が彼を助けようとしたが、彼は死亡した。RCMPの公式な報告では、彼らは事故当時LSDを使用していた。
2012年6月2日、オンタリオ州からの30歳の観光客が、橋周辺から転落して死亡した。警察は、彼は橋の近くのトレイルをハイキングしており、柵に上がって川底をのぞき込んだという見解を示した。

## 文化
橋は、『冒険野郎マクガイバー』、『スライダーズ』、『デス・オブ・ザ・クロウ』、『サイク/名探偵はサイキック?』などのテレビシリーズに登場している。

## その他
2019年9月25日にリリースされたiOS、Android向けゲームアプリ『マリオカート ツアー』(MARIO KART TOUR) の「バンクーバーバレー」内に走行コースとして登場。夜の森林を眺めながらの走行が可能。吊橋は大きく蛇行しており、幅も狭いため、カート同士が密着状態となる。